# Wheeler Glacier
Wheeler Glacier är en glaciär i Sydgeorgien och Sydsandwichöarna (Storbritannien). Den ligger i den nordvästra delen av Sydgeorgien och Sydsandwichöarna. Wheeler Glacier ligger 237 meter över havet.
Terrängen runt Wheeler Glacier är huvudsakligen kuperad, men åt sydost är den bergig. Havet är nära Wheeler Glacier åt sydväst.  Trakten runt Wheeler Glacier är nära nog obefolkad, med mindre än två invånare per kvadratkilometer. Det finns inga samhällen i närheten. 